# Liste des sites Natura 2000 de la Mayenne
Cet article recense les sites Natura 2000 de la Mayenne, en France.

## Statistiques
La Mayenne compte 8 sites classés Natura 2000. 7 bénéficient d'un classement comme site d'intérêt communautaire (SIC), 1 comme zone de protection spéciale (ZPS).

## Liste
| Site                                                                    | Type | Superficie (ha) | Fiche     | Coordonnées                        | Photo |
| ----------------------------------------------------------------------- | ---- | --------------- | --------- | ---------------------------------- | ----- |
| Alpes mancelles                                                         | SIC  | +01 197,        | FR5200646 | 48° 21′ 47″ nord, 0° 04′ 34″ ouest |       |
| Basses vallées angevines, aval de la Mayenne et prairies de la Baumette | SIC  | +09 210,        | FR5200630 | 47° 33′ 29″ nord, 0° 32′ 05″ ouest |       |
| Bocage de la forêt de la Monnaie à Javron-les-Chapelles                 | SIC  | +06 460,        | FR5202006 | 48° 27′ 51″ nord, 0° 14′ 30″ ouest |       |
| Bocage de Montsûrs à la forêt de Sillé-le-Guillaume                     | SIC  | +10 260,        | FR5202007 | 48° 11′ 07″ nord, 0° 23′ 15″ ouest |       |
| Forêt de Multonne, corniche de Pail                                     | SIC  | +00825,         | FR5200640 | 48° 27′ 29″ nord, 0° 09′ 23″ ouest |       |
| Vallée de l'Erve en aval de Saint-Pierre-sur-Erve                       | SIC  | +00342,         | FR5200639 | 47° 58′ 43″ nord, 0° 24′ 44″ ouest |       |
| Vallée du Sarthon et affluents                                          | SIC  | +01 984,        | FR2502015 | 48° 28′ 17″ nord, 0° 06′ 42″ ouest |       |
| Corniche de Pail, forêt de Multonne                                     | ZPS  | +01 452,        | FR5212012 | 48° 27′ 29″ nord, 0° 09′ 23″ ouest |       |